# Golling an der Erlauf
Golling an der Erlauf ist eine Marktgemeinde mit 1488 Einwohnern (Stand 1. Jänner 2024) im Bezirk Melk in Niederösterreich.

## Geografie
Golling an der Erlauf liegt im Tal der Erlauf rund 5 km vor deren Einmündung in die Donau im Mostviertel in Niederösterreich. Die Fläche der Marktgemeinde umfasst 2,71 Quadratkilometer. 34,12 Prozent der Fläche sind bewaldet.

### Gemeindegliederung
Das Gemeindegebiet umfasst folgende vier Ortschaften (in Klammern Einwohnerzahl Stand 1. Jänner 2024):
- Golling (673)
- Hinterleiten (117)
- Neuda (679)
- Sittenberg (19)

Die Gemeinde besteht aus der Katastralgemeinde Golling.

### Nachbargemeinden
|              |                                             | Pöchlarn |
| Krummnußbaum | Kompassrose, die auf Nachbargemeinden zeigt |          |
|              |                                             | Erlauf   |

## Geschichte
Im Altertum war das Gebiet Teil der Provinz Noricum.
Golling wurde erstmals als Goldarn 1334 urkundlich erwähnt. Der Name deutet auf das Goldwaschen in der Erlauf hin. Einen Aufschwung erlebte Golling am Ende des 19. Jahrhunderts, als im Zuge der Industrialisierung die „Erste österreichische Seilwarenfabrik“ errichtet wurde. Das  Unternehmen wurde über Österreich hinaus bekannt und baute auch Wohnungen für seine Arbeiter.
Der Teil Gollings mit dem Namen Sittenberg wurde höchstwahrscheinlich früher von einem Adeligen oder Ritter bewohnt, von dem der Name stammt. Laut Adressbuch von Österreich waren im Jahr 1938 in der Ortsgemeinde Golling ein Gastwirt, ein Gemischtwarenhändler, ein Papier- und Schreibwarenhändler, zwei Schuster, ein Tischler und einige Landwirte ansässig.

### Einwohnerentwicklung
| Golling an der Erlauf: Einwohnerzahlen von 1869 bis 2024 | Golling an der Erlauf: Einwohnerzahlen von 1869 bis 2024 | Golling an der Erlauf: Einwohnerzahlen von 1869 bis 2024 | Golling an der Erlauf: Einwohnerzahlen von 1869 bis 2024 | Golling an der Erlauf: Einwohnerzahlen von 1869 bis 2024 |
| -------------------------------------------------------- | -------------------------------------------------------- | -------------------------------------------------------- | -------------------------------------------------------- | -------------------------------------------------------- |
| Jahr                                                     |                                                          |                                                          |                                                          | Einwohner                                                |
| 1869                                                     | 1869                                                     |                                                          | 238                                                      | 238                                                      |
| 1880                                                     | 1880                                                     |                                                          | 251                                                      | 251                                                      |
| 1890                                                     | 1890                                                     |                                                          | 850                                                      | 850                                                      |
| 1900                                                     | 1900                                                     |                                                          | 1.254                                                    | 1.254                                                    |
| 1910                                                     | 1910                                                     |                                                          | 1.558                                                    | 1.558                                                    |
| 1923                                                     | 1923                                                     |                                                          | 1.453                                                    | 1.453                                                    |
| 1934                                                     | 1934                                                     |                                                          | 1.745                                                    | 1.745                                                    |
| 1939                                                     | 1939                                                     |                                                          | 1.711                                                    | 1.711                                                    |
| 1951                                                     | 1951                                                     |                                                          | 1.617                                                    | 1.617                                                    |
| 1961                                                     | 1961                                                     |                                                          | 1.598                                                    | 1.598                                                    |
| 1971                                                     | 1971                                                     |                                                          | 1.620                                                    | 1.620                                                    |
| 1981                                                     | 1981                                                     |                                                          | 1.632                                                    | 1.632                                                    |
| 1991                                                     | 1991                                                     |                                                          | 1.614                                                    | 1.614                                                    |
| 2001                                                     | 2001                                                     |                                                          | 1.699                                                    | 1.699                                                    |
| 2011                                                     | 2011                                                     |                                                          | 1.539                                                    | 1.539                                                    |
| 2021                                                     | 2021                                                     |                                                          | 1.477                                                    | 1.477                                                    |
| 2024                                                     | 2024                                                     |                                                          | 1.488                                                    | 1.488                                                    |
| Quelle(n): Statistik Austria, Gebietsstand 1.1.2021      |                                                          |                                                          |                                                          |                                                          |

## Kultur und Sehenswürdigkeiten

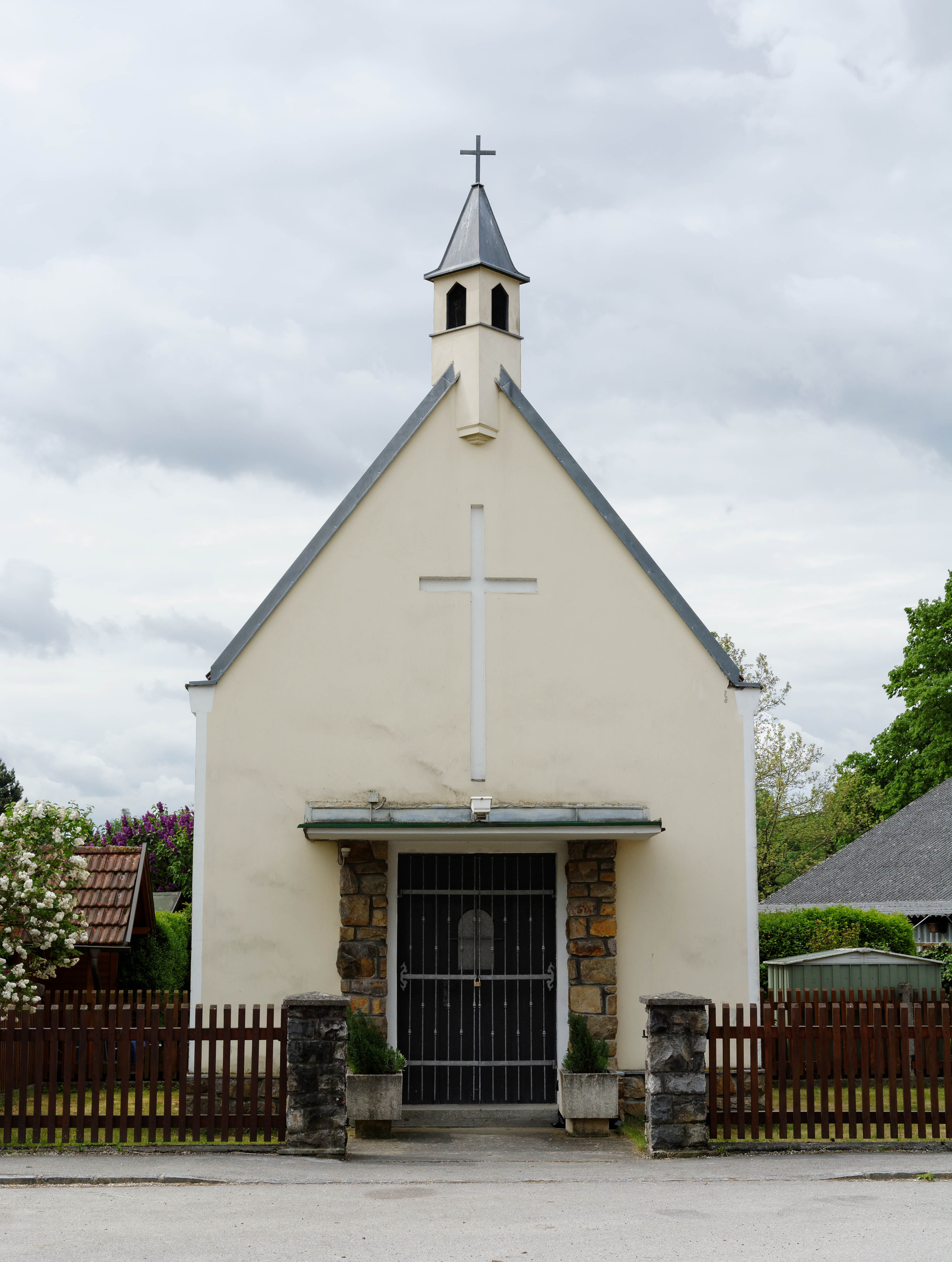
Gertrudskapelle

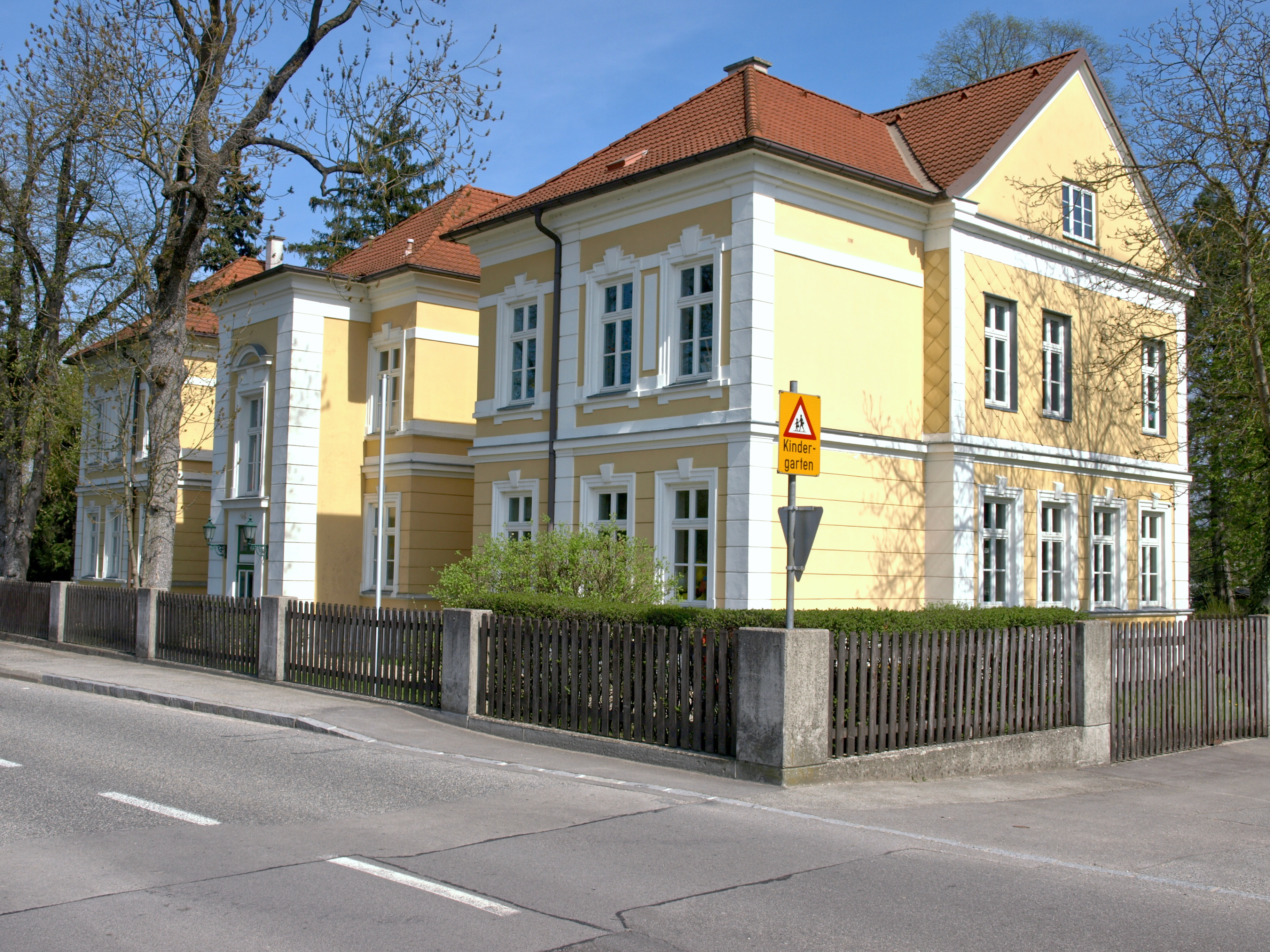
Kindergarten, ehem. Direktorsvilla

- Gemeindeamt: Das von 1923 bis 1925 erbaute Gemeindeamt von Golling an der Erlauf wurde vom Wiener Architekten Anton Valentin entworfen.[5]
- Katholische Pfarrkirche Golling an der Erlauf hl. Franziskus

## Wirtschaft und Infrastruktur
Nichtlandwirtschaftliche Arbeitsstätten gab es im Jahr 2001 38, land- und forstwirtschaftliche Betriebe nach der Erhebung 1999 6. Die Zahl der Erwerbstätigen am Wohnort betrug nach der Volkszählung 2001 704. Die Erwerbsquote lag 2001 bei 42,14 Prozent.
- Zurzeit befindet sich die Wirtschaft Gollings wieder im Aufwind, da nach langer, mühevoller Suche ein Käufer für die alten Fabriksanlagen der Hitiag und der Neudagarn gefunden werden konnte. Seit der Renovierung des Areals ist es nun nach dem Investor „Aigner Businesspark“ benannt.

### Öffentliche Einrichtungen
In Golling befindet sich eine Volksschule.

## Politik
| Der Gemeinderat hat 19 Mitglieder. - Mit den Gemeinderatswahlen in Niederösterreich 1990 hatte der Gemeinderat folgende Verteilung: 16 SPÖ und 3 ÖVP. - Mit den Gemeinderatswahlen in Niederösterreich 1995 hatte der Gemeinderat folgende Verteilung: 15 SPÖ, 2 ÖVP und 2 FPÖ. - Mit den Gemeinderatswahlen in Niederösterreich 2000 hatte der Gemeinderat folgende Verteilung: 17 SPÖ, 1 FPÖ und 1 ÖVP. - Mit den Gemeinderatswahlen in Niederösterreich 2005 hatte der Gemeinderat folgende Verteilung: 16 SPÖ, 2 ÖVP und 1 FPÖ. - Mit den Gemeinderatswahlen in Niederösterreich 2010 hatte der Gemeinderat folgende Verteilung: 14 SPÖ, 3 FPÖ und 2 ÖVP. - Mit den Gemeinderatswahlen in Niederösterreich 2015 hatte der Gemeinderat folgende Verteilung: 14 SPÖ, 3 FPÖ und 2 ÖVP. - Mit den Gemeinderatswahlen in Niederösterreich 2020 hatte der Gemeinderat folgende Verteilung: 13 SPÖ, 4 GM-Gollinger Mitte und 2 FPÖ. - Mit den Gemeinderatswahlen in Niederösterreich 2025 hat der Gemeinderat folgende Verteilung: 17 SPÖ und 2 FPÖ. | Hier fehlt eine Grafik, die leoder im Moment aus technischen Gründen nicht angezeigt werden kann. Wir arbeiten daran! |

### Bürgermeister
- seit 2023 Alois Kammerer (SPÖ)[13]
- 2011–2022 Gabriele Kaufmann (SPÖ)
- bis 2011 Theodor Fischer (SPÖ)

## Persönlichkeiten

### Söhne und Töchter der Gemeinde
- Karl Traxler (1905–1982), Politiker (SPÖ) und Landwirt
- Oskar Höfinger (1935–2022), Bildhauer und Maler
- Lukas Viehberger (* 2000), Radsportler